# 東大900番講堂講義 ep
『東大900番講堂講義 ep』（とうだい900ばんこうどうこうぎ ep 英語: Toudai Kyuuhyakubankoudou Kougi ep）は、日本のシンガーソングライター小沢健二のデジタルEP。2024年1月12日にVirgin Musicからストリーミングでリリースされた。小沢にとっては初のEPとなる。

## 概要
1曲目の「Noize」は2023年9月30日に小沢の母校である東京大学の駒場キャンパス・900番教室で行われた「東大900番講堂講義」および同年10月2日にLINE CUBE SHIBUYAで行われた「東大900番講堂講義・追講義 + Rock Band Set」のために書き下ろした楽曲。2曲目の「River Suite 川の組曲」は2022年に行われたツアー「So kakkoii 宇宙 Shows」で披露された「アルペジオ (きっと魔法のトンネルの先)」と「いちょう並木のセレナーデ」のメドレーを収録したライブ音源。
なお、ジャケットの文字は1994年に発売した『LIFE』のジャケットに記された"KENJI OZAWA"の文字を切り取ったものであり、文字を並び替えると『Noize』となる。

## 収録曲
全作詞・作曲・編曲：小沢健二
1. Noize Noize（4:22）
  - 2023年に行われた「東大900番講堂講義」および「東大900番講堂講義・追講義 + Rock Band Set」の"劇中歌"として書き下ろした楽曲[2]。
  - 本楽曲の成り立ちについては「東大での講義を若い頃のぼく(『LIFE』期のオザケンも含めて)が受講して、部屋に帰って書いた」設定の曲であると語っている[7][8][9]。
  - 講義においては小沢本人が歌唱しているが、スタジオ音源ではメインボーカルはGEZANのマヒトゥ・ザ・ピーポーが担当し、小沢はコーラス、ギター、ホイッスルを担当した。ソロアーティスト名義の楽曲を別のアーティストが歌うという前代未聞のスタイルを選んだ理由については本楽曲と2018年リリースの「アルペジオ (きっと魔法のトンネルの先)」がともに自身の学生時代の感情をモチーフにした自伝的な楽曲であることを踏まえ、「今の自分が歌うのはどうも合わない気がして、録音で世界を作れるならば、他の人のほうが良くない?映画監督が自伝的な作品を撮る時、自分役を俳優さんにお願いしない?みたいな発想」から「アルペジオ」のラップパートに二階堂ふみと吉沢亮が参加した手法を推し進めたものだと小沢は説明している[7][8][9]。
  - なお、本楽曲は2024年1月1日に有料配信された講義の収録音源『東大900番講堂講義・配信』にて初公開され、配信終了後にオフィシャルサイト「ひふみよ」においてWAVファイルで無料公開された[10][11]。
2. River Suite 川の組曲 アルペジオ(きっと魔法のトンネルの先)/いちょう並木のセレナーデ (東京ガーデンシアター Live 2022) River Suite Kawa No Kumikyoku Arpeggio(Kitto Mahou No Tunnel No Saki)/Ichounamiki No Serenade (Tokyo Garden Theater Live 2022)（10:04）
  - 2022年に行われたツアー「So kakkoii 宇宙 Shows」の東京ガーデンシアター公演にて収録されたライブ音源。
  - 「アルペジオ (きっと魔法のトンネルの先)」と「いちょう並木のセレナーデ」を繋いだメドレーは「東大900番講堂講義」および「東大900番講堂講義・追講義 + Rock Band Set」でも披露されているため、本作に収録された[8][9]。
  - なお、本音源は2022年12月24日に有料配信された『小沢健二 ライブ配信 ツアー映像初公開 アルペジオ・いちょう並木 + 24日24時、24の掌篇』にて映像が公開されていた[12]。